# Nachal Daganim
Nachal Daganim (hebrejsky: נחל דגנים) je vádí v pobřežní nížině v Izraeli. Začíná v nadmořské výšce necelých 100 metrů u vesnice Jad Natan. Směřuje pak k severu plochou a zemědělsky využívanou krajinou. U obce Merkaz Šapira zleva ústí do toku Lachiš.